# Bang (Blur)
Bang è un singolo del gruppo musicale inglese Blur, estratto dall'album Leisure e pubblicato nel 1991.

## Tracce
7" e cassetta
1. Bang – 3:34
2. Luminous – 3:13

12"
1. Bang (Extended) – 4:27
2. Explain – 2:44
3. Luminous – 3:13
4. Uncle Love – 2:31

CD
1. Bang – 3:34
2. Explain – 2:44
3. Luminous – 3:13
4. Berserk – 6:52

## Classifiche
| Classifica (1991)        | Posizione massima |
| ------------------------ | ----------------- |
| Irlanda                  | 21                |
| Regno Unito              | 24                |
| Stati Uniti (dance club) | 40                |